# Big Little Lies
Big Little Lies é uma série de televisão norte-americana de drama da HBO, criada e escrita por David E. Kelley. Os sete episódios da primeira temporada são baseados no romance homônimo de Liane Moriarty, todos dirigidos por Jean-Marc Vallée. Apesar de originalmente ser anunciado como uma minissérie, a HBO renovou a série para uma segunda temporada.
A série começou a ser filmada em janeiro de 2016, sendo lançada em 19 de fevereiro de 2017 e concluída em 2 de abril de 2017. A produção da segunda temporada começou em março de 2018 e estreou em 9 de junho de 2019. Todos os sete episódios foram escritos por Kelley e dirigidos por Andrea Arnold.
Existia uma expectativa sobre a produção da terceira temporada. Mas, em entrevista para a revista GQ, em 15 de novembro de 2022, a atriz Zoë Kravitz descartou o retorno.
A série recebeu aclamação da crítica e foi indicada em 16 categorias dos Prémios Emmy do Primetime, vencendo em 8, incluindo melhor série limitada. Jean-Marc Vallée recebeu o prêmio de melhor diretor em série limitada, ao passo que Nicole Kidman, Alexander Skarsgård e Laura Dern, venceram como melhor atriz em minissérie e, melhores ator e atriz coadjuvante em série limitada, respectivamente.
Uma trilha sonora para a série, foi lançada exclusivamente no iTunes em 31 de março de 2017.

## Elenco e personagens

### Principal
- Reese Witherspoon como Madeline Mackenzie
- Nicole Kidman como Celeste Wright
- Shailene Woodley como Jane Chapman
- Alexander Skarsgård como Perry Wright
- Adam Scott como Edward "Ed" Mackenzie
- Zoë Kravitz como Bonnie Carlson
- James Tupper como Nathan Carlson
- Laura Dern como Renata Klein
- Jeffrey Nordling como Gordon Klein
- Kathryn Newton como Abigail Carlson
- Iain Armitage como Ziggy Chapman
- Meryl Streep como Mary Louise Wright

### Recorrente
| Intérprete         | Personagem                |
| ------------------ | ------------------------- |
| Sarah Baker        | Thea Cunningham           |
| Sarah Burns        | Gabrielle                 |
| P. J. Byrne        | Diretor Nippal            |
| Santiago Cabrera   | Joseph Bachman            |
| Darby Camp         | Chloe Mackenzie           |
| Hong Chau          | Jackie                    |
| Kelen Coleman      | Harper Stimson            |
| Cameron Crovetti   | Josh Wright               |
| Nicholas Crovetti  | Max Wright                |
| Merrin Dungey      | Detetive Adrienne Quinlan |
| Ivy George         | Amabella Klein            |
| Virginia Kull      | Ms. Barnes                |
| Chloe Coleman      | Skye Carlson              |
| Molly Hagan        | Dr. Moriarty              |
| Larry Sullivan     | Oren                      |
| David Monahan      | Bernard                   |
| Kathreen Khavari   | Samantha                  |
| Joseph Cross       | Tom                       |
| Sarah Sokolovic    | Tori Bachman              |
| Robin Weigert      | Dr. Amanda Reisman        |
| Larry Bates        | Stu                       |
| Douglas Smith      | Corey Brockfield          |
| Mo McRae           | Michael Perkins           |
| Crystal Fox        | Elizabeth Howard          |
| Martin Donovan     | Martin Howard             |
| Poorna Jagannathan | Katie Richmond            |
| Denis O'Hare       | Ira Farber                |

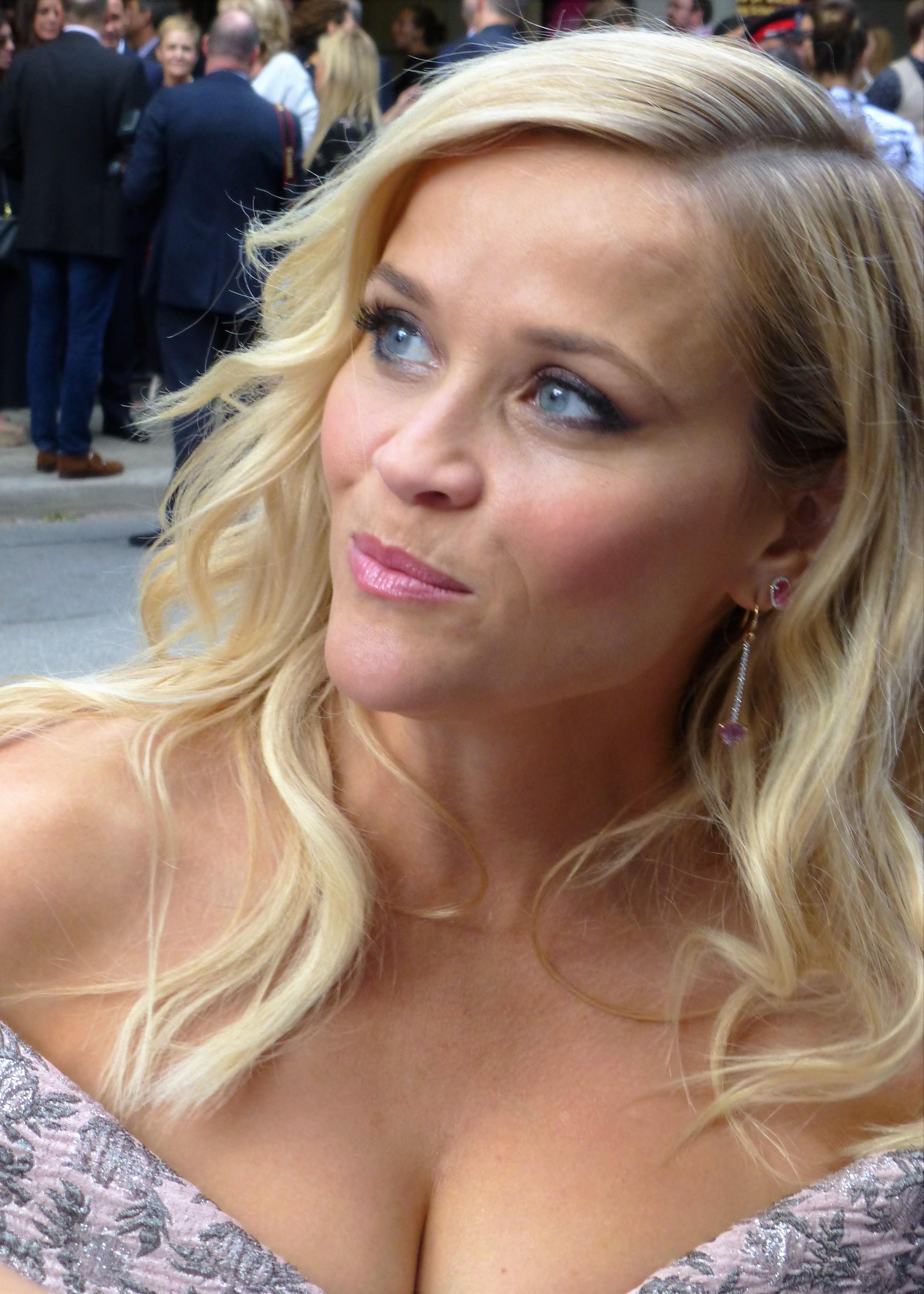
Reese Witherspoon interpreta Madeline.
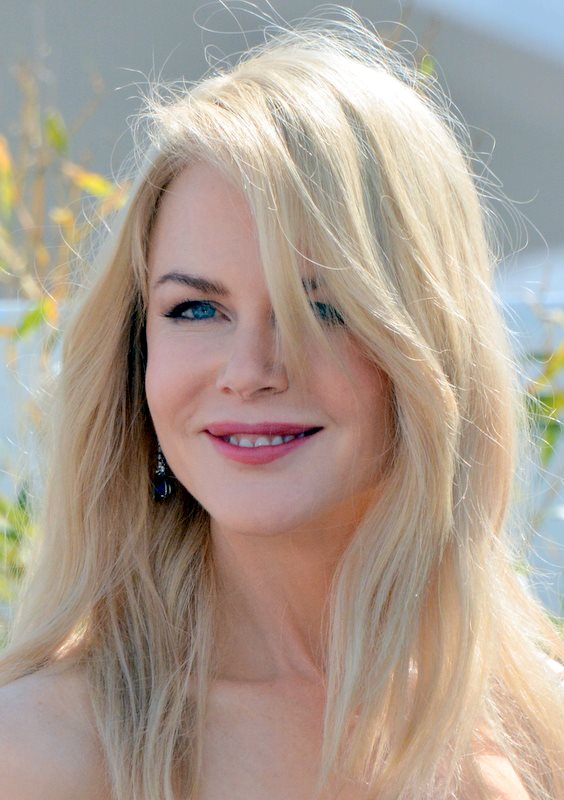
Nicole Kidman interpreta Celeste.
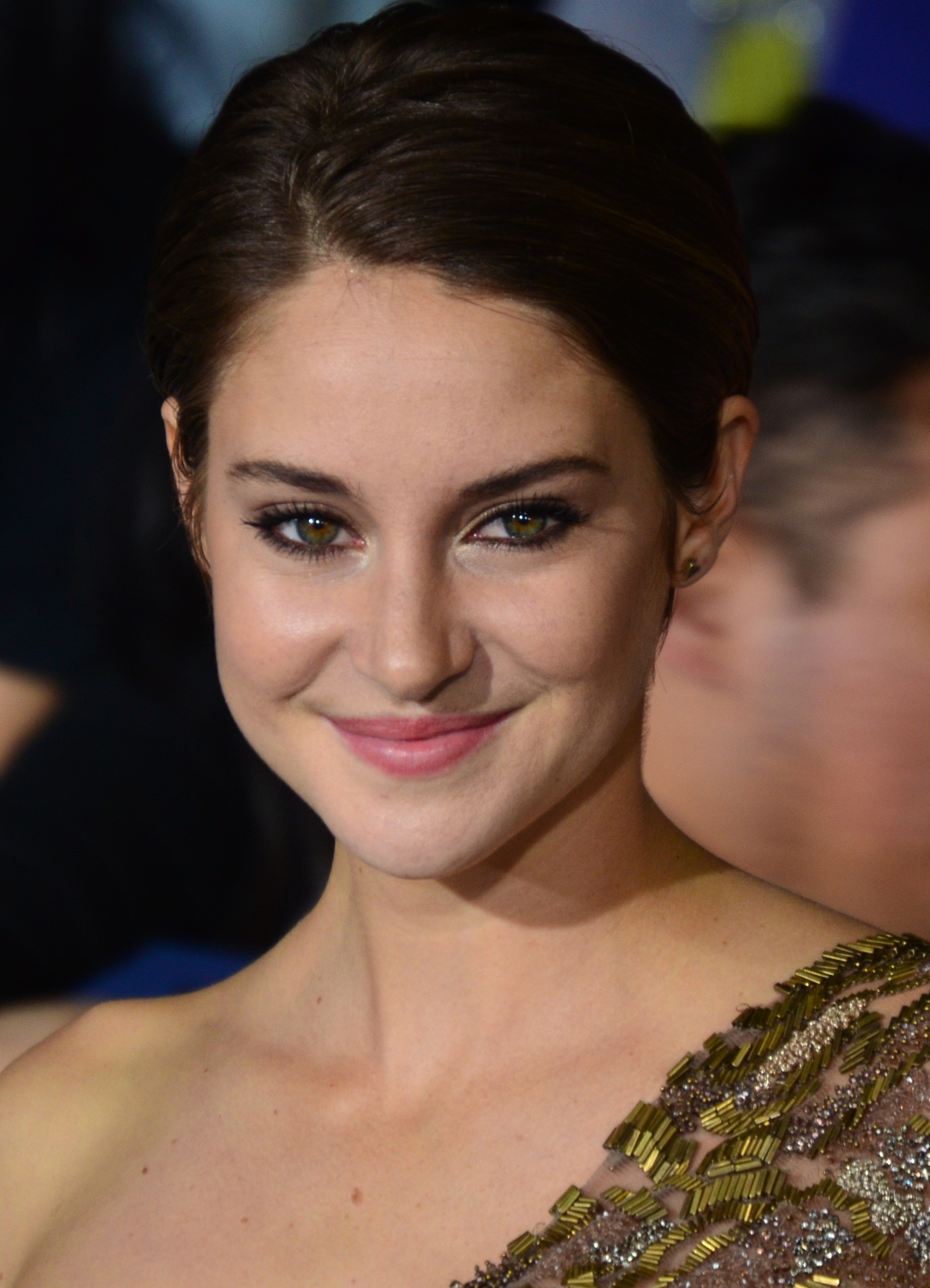
Shailene Woodley interpreta Jane.
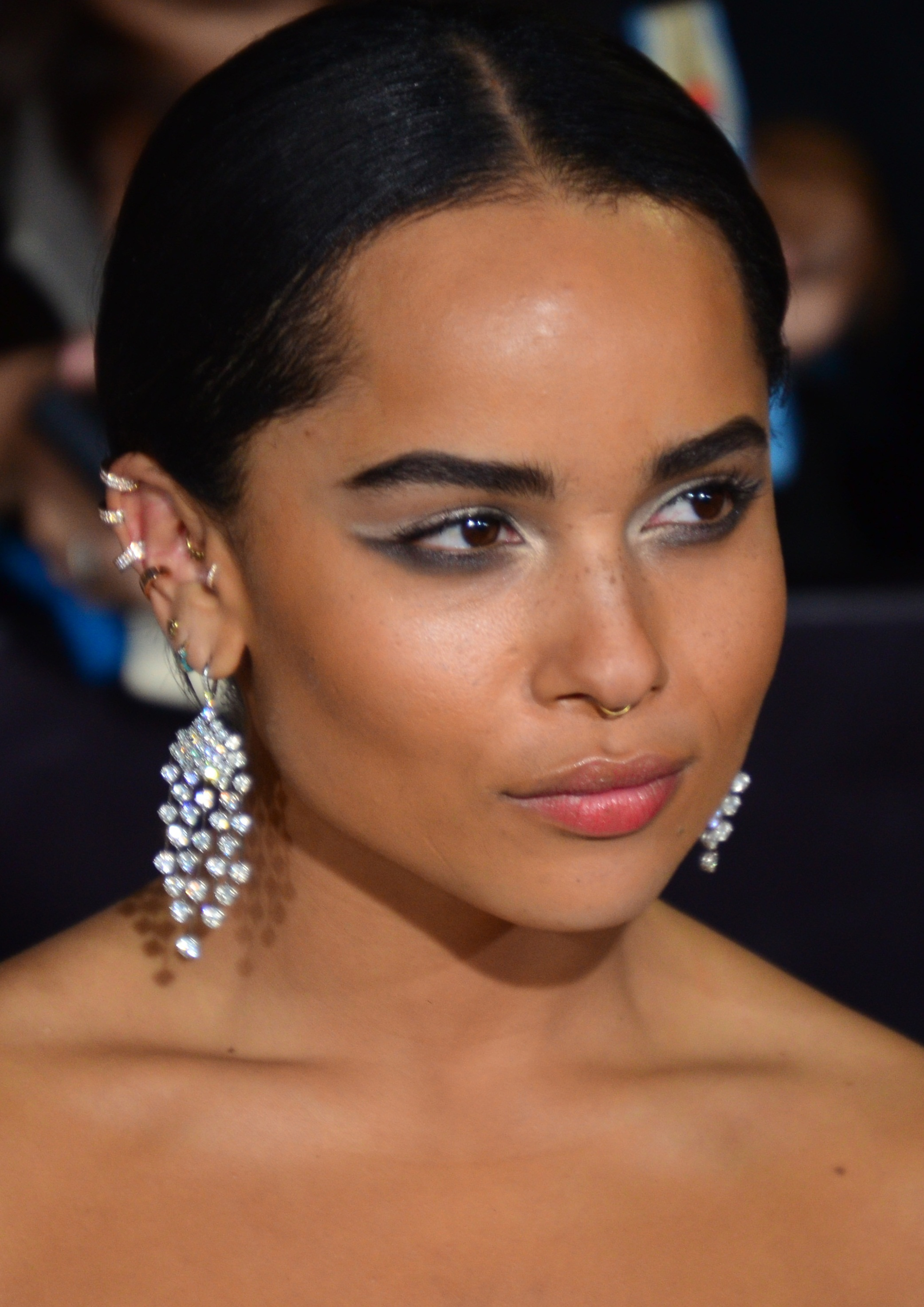
Zoë Kravitz interpreta Bonnie.
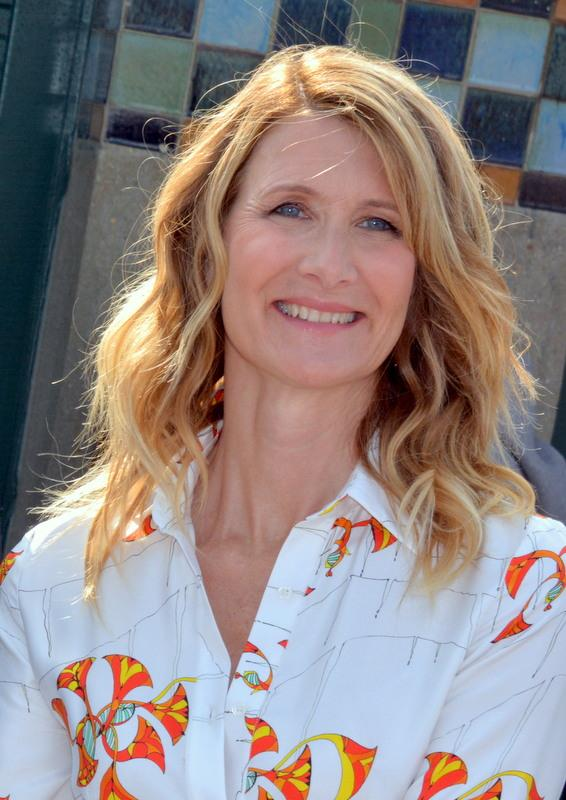
Laura Dern interpreta Renata.
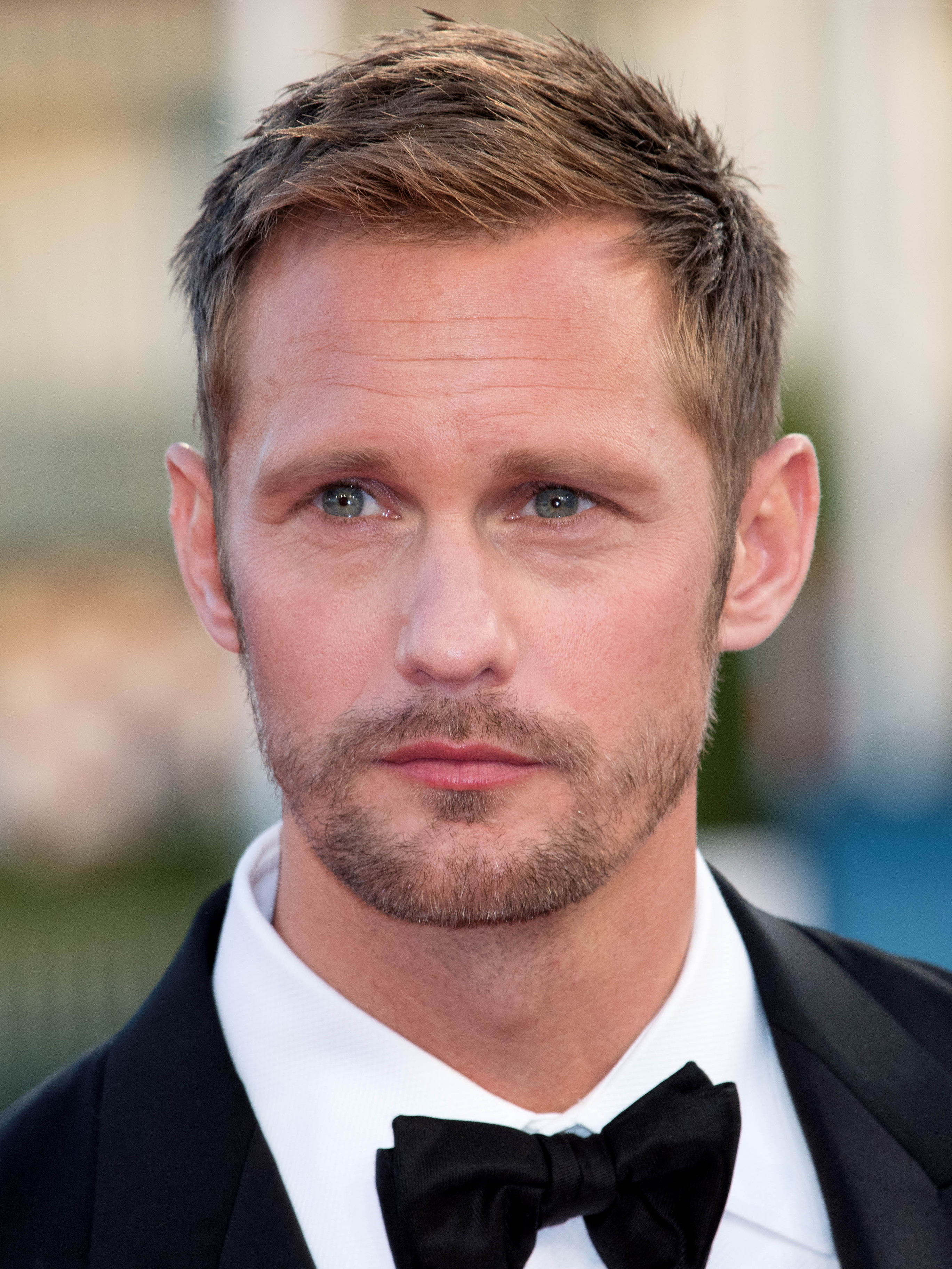
Alexander Skarsgard interpreta Perry.
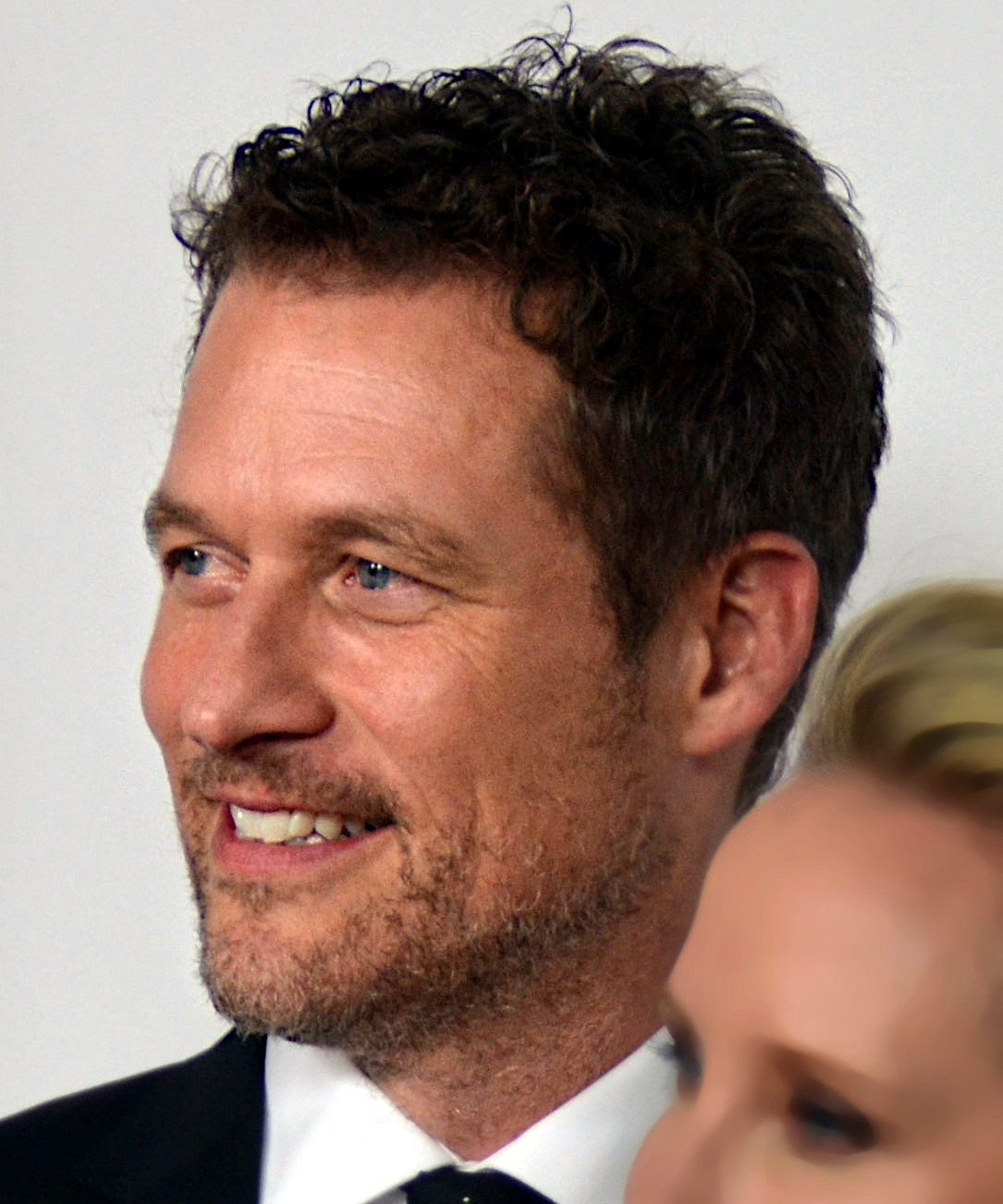
James Tupper interpreta Nathan.
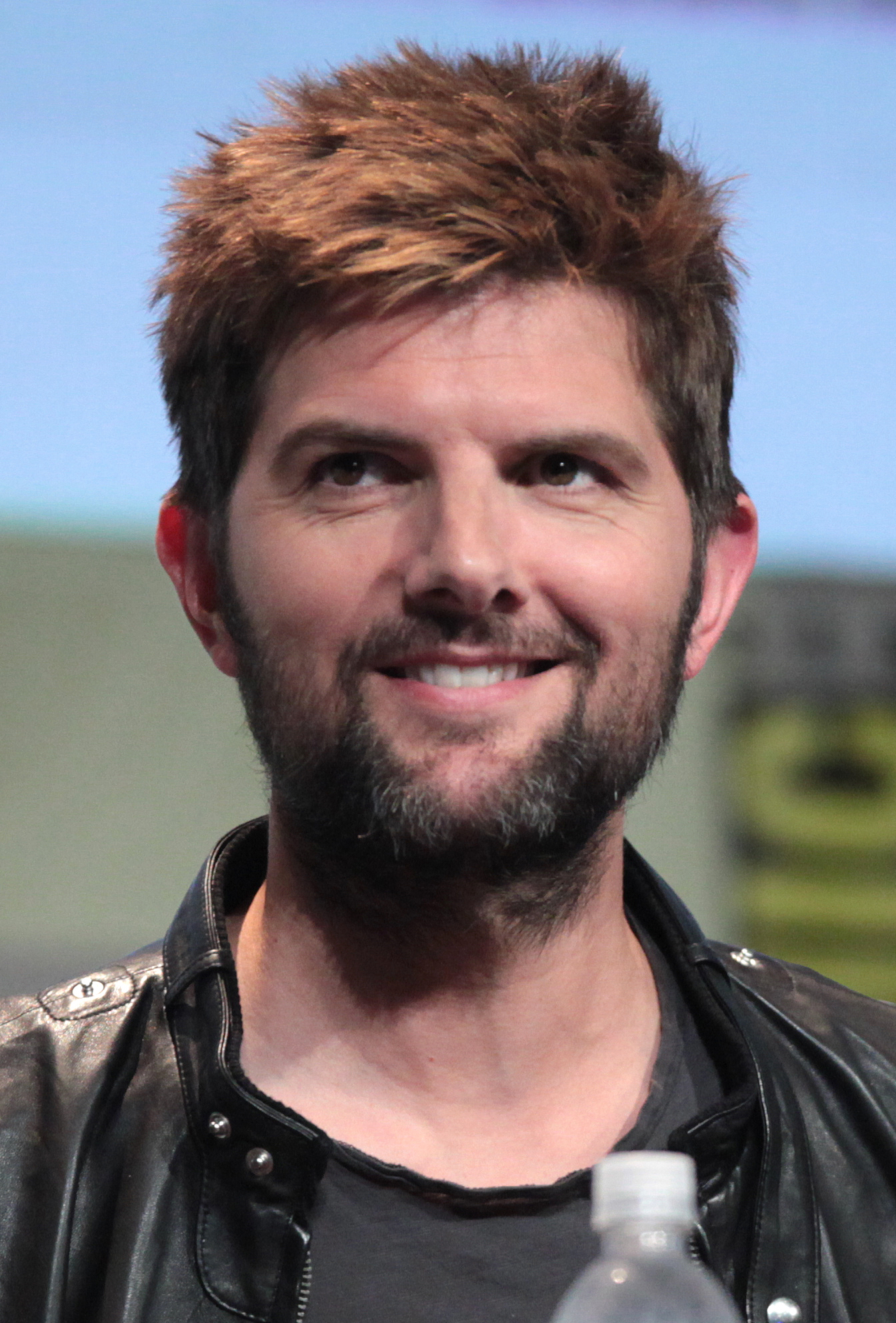
Adam Scott interpreta Ed.
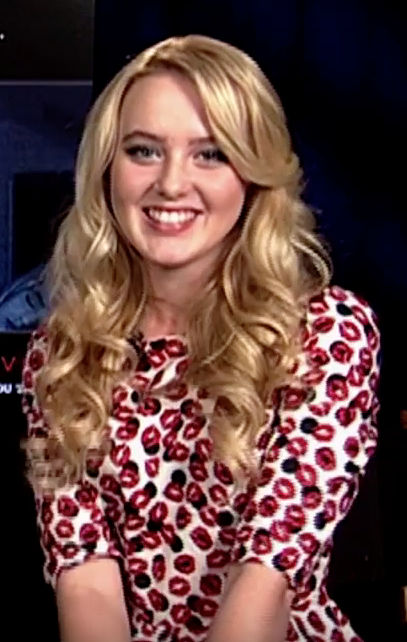
Kathryn Newton interpreta Abigail.
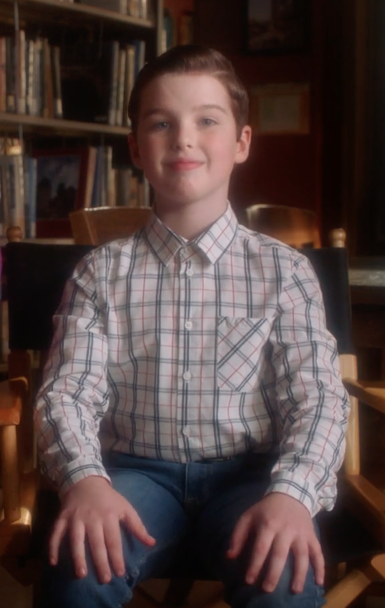
Iain Armitage interpreta Ziggy.
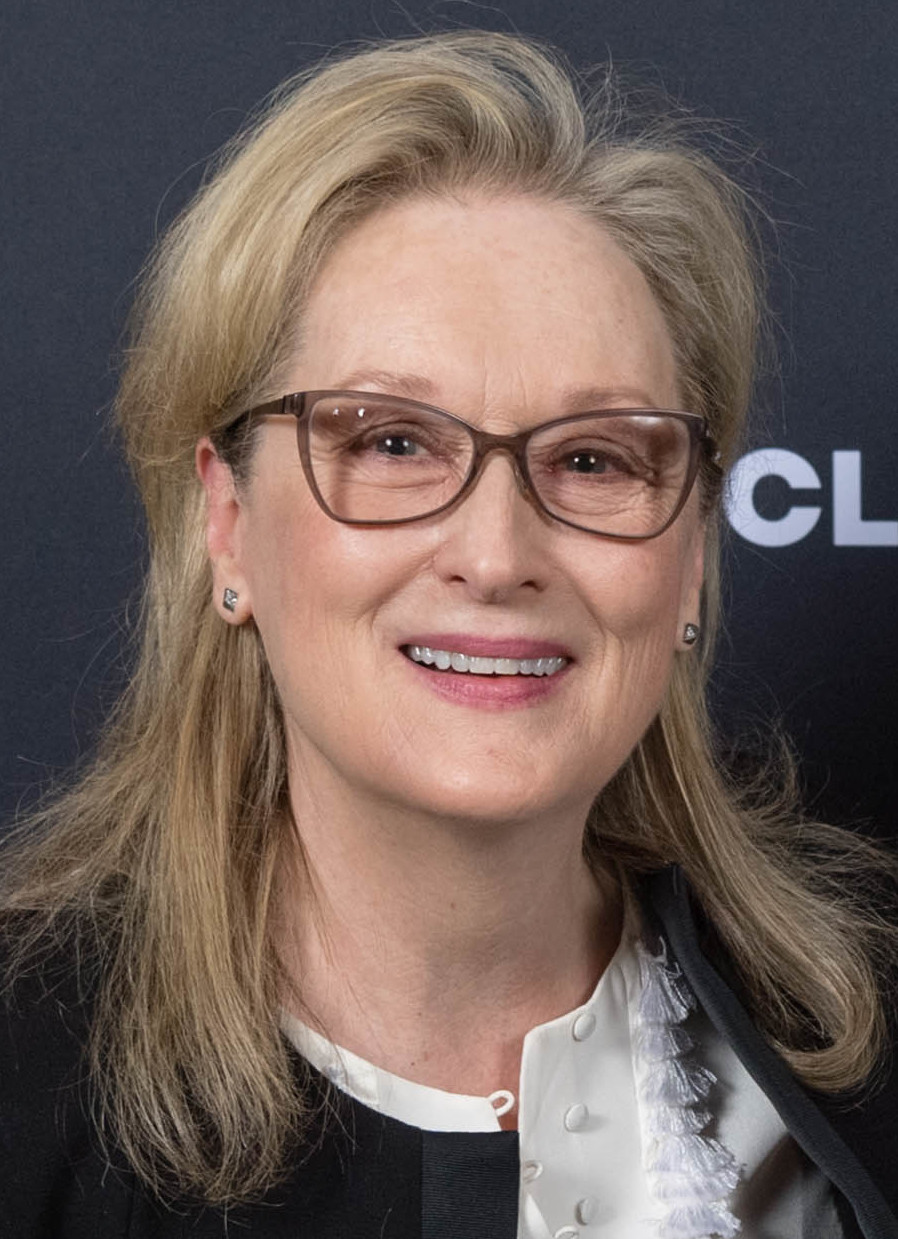
Meryl Streep interpreta Mary Louise.

## Transmissão
Internacionalmente, a série estreou em 20 de fevereiro de 2017, na Austrália, na Showcase. A série estreou em 13 de março de 2017 no Reino Unido e na Irlanda no Sky Atlantic.

### Resposta da crítica
Big Little Lies recebeu ampla aclamação dos críticos de televisão. O website Rotten Tomatoes, que reúne múltiplas revisões, relatou um índice de aprovação de 92%, com base em 88 avaliações, com uma classificação média de 8.05/10. O consenso crítico do site descreve a série como "Muito engraçada e altamente viciante, Big Little Lies é um passeio sinuoso, emocionante e esclarecedor liderado por um elenco de primeira classe". O Metacritic relatou uma pontuação de 75 em 100, com base em 42 críticos, indicando "críticas geralmente favoráveis". A revista Time elegeu a série como um dos 10 melhores programas de 2017.

## Episódios
| Nº | Título                               | Data de transmissão     | Pontos de audiência (Nielsen ratings) | Audiência (milhões) | !Audiência total (milhões) |
| -- | ------------------------------------ | ----------------------- | ------------------------------------- | ------------------- | -------------------------- |
| 1  | Alguém morto                         | 19 de fevereiro de 2017 | 0.3                                   | 1.13                | 8.12                       |
| 2  | Maternidade séria                    | 26 de fevereiro de 2017 | 0.2                                   | 0.56                | 7.56                       |
| 3  | Vivendo um sonho                     | 5 de março de 2017      | 0.4                                   | 1.04                | 6.50                       |
| 4  | No momento certo                     | 12 de março de 2017     | 0.4                                   | 1,04                | 7.12                       |
| 5  | Gato escaldado tem medo de água fria | 19 de março de 2017     | 0.4                                   | 1.17                | 7.32                       |
| 6  | Amor ardente                         | 26 de março de 2017     | 0.5                                   | 1.39                | 7.46                       |
| 7  | Você recebeu o que precisava         | 2 de abril de 2017      | 0.7                                   | 1.86                | 9.29                       |

## Trilha Sonora
Em 31 de março de 2017, a ABKCO Records lançou uma coletânea com uma seleção de músicas da primeira temporada do programa, incluindo Cold Little Heart, a música tema interpretada por Michael Kiwanuka.
| N.º            | Título                               | Compositor(es)      | Duração |  |
| 1.             | "Cold Little Heart"                  | Michael Kiwanuka    | 9:58    |  |
| 2.             | "Victim Of Love"                     | Charles Bradley     | 3:31    |  |
| 3.             | "Bloody Mother Fucking Asshole"      | Martha Wainwright   | 3:12    |  |
| 4.             | "River"                              | Leon Bridges        | 3:59    |  |
| 5.             | "Queen Of Boredness"                 | Kinny feat. Diesler | 3:25    |  |
| 6.             | "September Song"                     | Agnes Obel          | 3:23    |  |
| 7.             | "This Feeling"                       | Alabama Shakes      | 4:29    |  |
| 8.             | "Changes"                            | Charles Bradley     | 6:01    |  |
| 9.             | "Straight From The Heart"            | Irma Thomas         | 2:28    |  |
| 10.            | "Nothing Arrived (Live)"             | Villagers           | 3:39    |  |
| 11.            | "Don't"                              | Zoë Kravitz         | 2:48    |  |
| 12.            | "The Wonder Of You"                  | Villagers           | 2:48    |  |
| 13.            | "How's The World Treating You"       | Daniel Agee         | 2:50    |  |
| 14.            | "You Can't Always Get What You Want" | Ituana              | 4:12    |  |
| Duração total: | Duração total:                       | Duração total:      | 56:57   |  |

Uma compilação de músicas da segunda temporada foi lançada pela mesma gravadora em 19 de julho de 2019.

## Prêmios
| Ano  | Prêmio                            | Categoria                                                                 | Indicado                                                                                | Resultado | Ref.   |
| ---- | --------------------------------- | ------------------------------------------------------------------------- | --------------------------------------------------------------------------------------- | --------- | ------ |
| 2017 | Emmy Awards 2017                  | Melhor série limitada                                                     | Big Little Lies                                                                         | Venceu    | [ 10 ] |
| 2017 | Emmy Awards 2017                  | Melhor direção em série limitada ou filme televisivo                      | Jean-Marc Vallée                                                                        | Venceu    | [ 10 ] |
| 2017 | Emmy Awards 2017                  | Melhor atriz em minissérie ou telefilme                                   | Nicole Kidman                                                                           | Venceu    | [ 10 ] |
| 2017 | Emmy Awards 2017                  | Melhor atriz em minissérie ou telefilme                                   | Reese Witherspoon                                                                       | Indicada  | [ 10 ] |
| 2017 | Emmy Awards 2017                  | Melhor ator coadjuvante em minissérie ou telefilme                        | Alexander Skarsgård                                                                     | Venceu    | [ 10 ] |
| 2017 | Emmy Awards 2017                  | Melhor atriz coadjuvante em minissérie ou telefilme                       | Laura Dern                                                                              | Venceu    | [ 10 ] |
| 2017 | Emmy Awards 2017                  | Melhor atriz coadjuvante em minissérie ou telefilme                       | Shailene Woodley                                                                        | Indicada  | [ 10 ] |
| 2017 | Emmy Awards 2017                  | Melhor roteiro em série limitada ou filme televisivo                      | David E. Kelley                                                                         | Indicado  | [ 10 ] |
| 2017 | Emmy Awards 2017                  | Melhor produtor de elenco em série limitada, filme televisivo ou especial | David Rubin                                                                             | Venceu    | [ 10 ] |
| 2017 | Emmy Awards 2017                  | Melhor figurino de série limitada ou filme televisivo                     | Alix Friedberg, Risa Garcia e Patricia McLaughlin                                       | Venceu    | [ 10 ] |
| 2017 | Emmy Awards 2017                  | Melhor supervisão de música                                               | Susan Jacobs                                                                            | Venceu    | [ 10 ] |
| 2017 | Emmy Awards 2017                  | Melhor cinematografia para série limitada ou filme televisivo             | Yves Bélanger                                                                           | Indicado  | [ 10 ] |
| 2017 | Emmy Awards 2017                  | Melhor cabeleireiro em série limitada ou filme televisivo                 | Michelle Ceglia, Nickole C. Jones, Lona Vigi, Frances Mathias e Jocelyn Mulhern         | Indicado  | [ 10 ] |
| 2017 | Emmy Awards 2017                  | Melhor maquiagem em série limitada ou filme televisivo                    | Steve Artmont, Nicole Artmont, Angela Levin, Molly R Stern e Claudia Humburg            | Indicado  | [ 10 ] |
| 2017 | Emmy Awards 2017                  | Melhor edição de câmera única em série limitada ou filme televisivo       | Veronique Barbe, David Berman, Justin LaChance, Maxime Lahaie, Sylvain Lebel e Jim Vega | Indicado  | [ 10 ] |
| 2017 | Emmy Awards 2017                  | Melhor mixagem de som em série limitada ou filme televisivo               | Gavin Fernandes, Louis Gignac e Brendan Beebe                                           | Indicado  | [ 10 ] |
| 2017 | TCA Awards                        | Melhor minissérie ou especial                                             | Big Little Lies                                                                         | Venceu    | [ 16 ] |
| 2017 | TCA Awards                        | Programa do ano                                                           | Big Little Lies                                                                         | Indicado  | [ 16 ] |
| 2017 | TCA Awards                        | Interpretação individual em drama                                         | Nicole Kidman                                                                           | Indicada  | [ 16 ] |
| 2018 | Globo de Ouro 2018                | Melhor minissérie ou filme para televisão                                 | Big Little Lies                                                                         | Venceu    | [ 17 ] |
| 2018 | Globo de Ouro 2018                | Melhor atriz em minissérie ou filme para televisão                        | Nicole Kidman                                                                           | Venceu    | [ 17 ] |
| 2018 | Globo de Ouro 2018                | Melhor atriz em minissérie ou filme para televisão                        | Reese Witherspoon                                                                       | Indicada  | [ 17 ] |
| 2018 | Globo de Ouro 2018                | Melhor ator coadjuvante em televisão                                      | Alexander Skarsgård                                                                     | Venceu    | [ 17 ] |
| 2018 | Globo de Ouro 2018                | Melhor atriz coadjuvante em televisão                                     | Laura Dern                                                                              | Venceu    | [ 17 ] |
| 2018 | Globo de Ouro 2018                | Melhor atriz coadjuvante em televisão                                     | Shailene Woodley                                                                        | Indicada  | [ 17 ] |
| 2018 | Critics' Choice Television Awards | Melhor série limitada                                                     | Big Little Lies                                                                         | Venceu    | [ 18 ] |
| 2018 | Critics' Choice Television Awards | Melhor atriz em filme televisivo ou série limitada                        | Nicole Kidman                                                                           | Venceu    | [ 18 ] |
| 2018 | Critics' Choice Television Awards | Melhor atriz em filme televisivo ou série limitada                        | Reese Witherspoon                                                                       | Indicada  | [ 18 ] |
| 2018 | Critics' Choice Television Awards | Melhor ator coadjuvante em filme televisivo ou série limitada             | Alexander Skarsgård                                                                     | Venceu    | [ 18 ] |
| 2018 | Critics' Choice Television Awards | Melhor atriz coadjuvante em filme televisivo ou série limitada            | Laura Dern                                                                              | Venceu    | [ 18 ] |
| 2018 | Screen Actors Guild               | Melhor atriz em minissérie ou telefilme                                   | Nicole Kidman                                                                           | Venceu    | [ 19 ] |
| 2018 | Screen Actors Guild               | Melhor atriz em minissérie ou telefilme                                   | Reese Witherspoon                                                                       | Indicada  | [ 19 ] |
| 2018 | Screen Actors Guild               | Melhor atriz em minissérie ou telefilme                                   | Laura Dern                                                                              | Indicada  | [ 19 ] |
| 2018 | Screen Actors Guild               | Melhor ator em minissérie ou telefilme                                    | Alexander Skarsgård                                                                     | Venceu    | [ 19 ] |
| 2018 | Producers Guild of America        | Melhor série de drama                                                     | Big Little Lies                                                                         | Indicada  | [ 20 ] |